# Mestosoma mediatum
Mestosoma mediatum är en mångfotingart som beskrevs av Filippo Silvestri 1897. Mestosoma mediatum ingår i släktet Mestosoma och familjen orangeridubbelfotingar. Inga underarter finns listade i Catalogue of Life.